# Bò Moiled Ireland
Bò Moiled Ireland là giống bò hiếm từ Ireland. Giống bò này là một giống hai mục đích, nuôi với mục đích sản sinh ra cả thịt và sữa. Nó có nguồn gốc từ Quận Leitrim, Quận Sligo, Quận Down và Quận Donegal, nhưng giống này bây giờ được tìm thấy trên khắp Ireland.

## Sử dụng
Thịt bò Moiled Ireland được đánh giá là có chất lượng tuyệt vời và có hương vị rất dễ nhận biết. Giống bò này được biết đến vì sản sinh thịt bò tốt trong điều kiện kém. Ngoài ra, chúng cũng cần được chăm sóc để bảo vệ khỏi bị thừa cân, điều làm cho thịt bò chứa quá nhiều chất béo. "Chúng tôi được cho biết chất lượng thịt bò Moil của Ai-len đã gần như đã cứu loài này khỏi sự tuyệt chủng." Theo báo cáo của một nhà phân phối thịt bò, sự quay vòng cho thịt bò Moil của Ireland đã được khách hàng xem xét.
Bò Moiled Ailen có thời gian mang thai khoảng 9 tháng nếu được giữ ở mức độ khỏe mạnh. Chúng cũng đã được thử nghiệm và thành công trong việc sử dụng thụ tinh nhân tạo. Bò giống này nổi tiếng vì sở hữu khả năng nuôi hầu như mọi con bê chỉ gặp ít hoặc không gặp khó khăn. Chúng chứa đủ sữa cho bê và không bao giờ có vấn đề thiếu sữa trong bầu vú. Theo niềm tin chung, chúng có một dạ dày lớn bất thường để tiêu thụ cỏ và rêu chất lượng kém. Bò Moiled Ireland mặt khác có tính khí rất thụ động theo các chủ trang trại đã có kinh nghiệm với con bò này. Chúng là một con bò lý tưởng cho đời sống chăn thả bởi vì họ để lại cuống cỏ trên mặt đất để cho cỏ mọc lại nhanh hơn. Một nổi bật về con bò này là chúng cũng "cực kỳ mạnh mẽ và cảnh giác khi còn nhỏ".